# David Sutcliffe

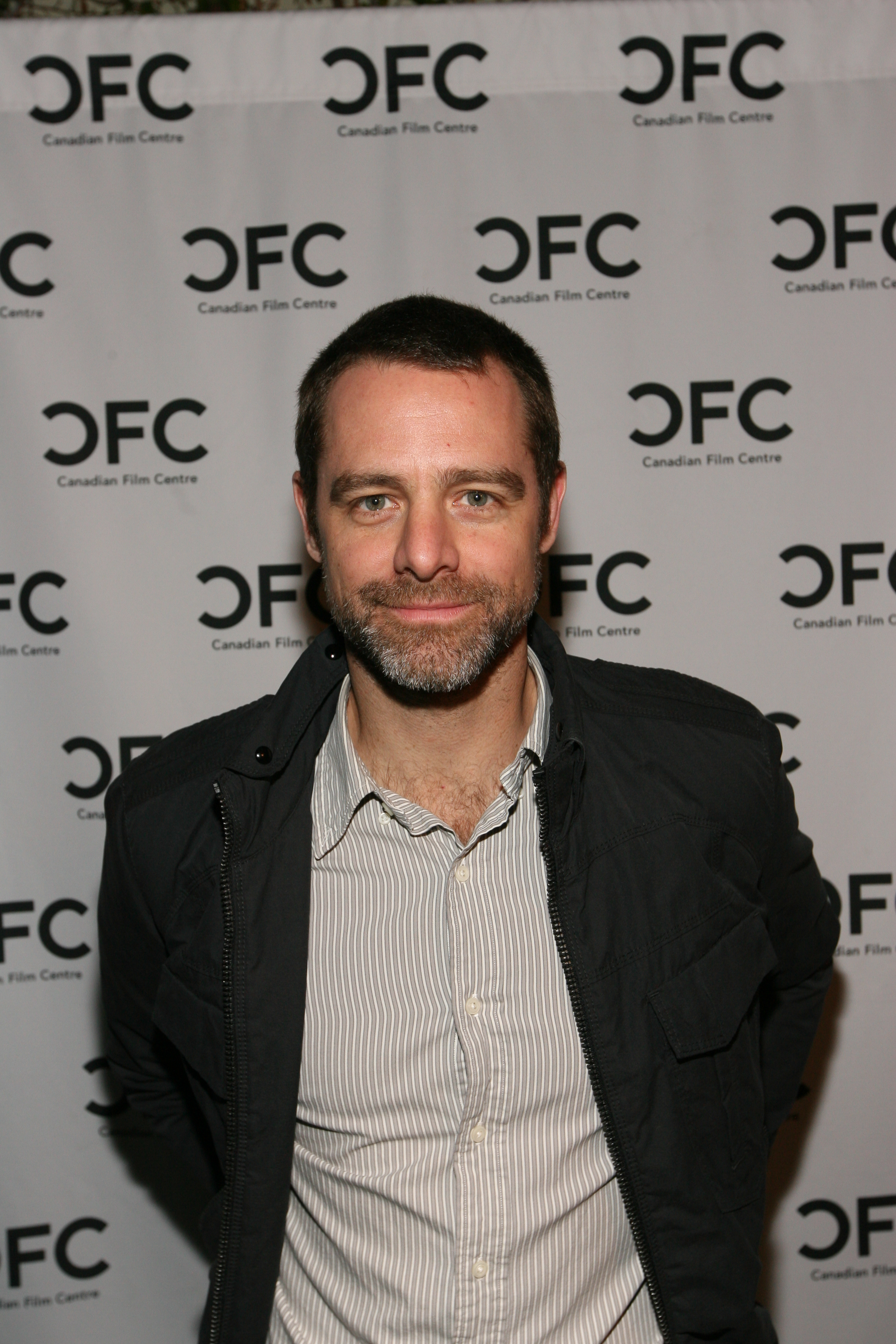
David Sutcliffe (2012)

David Sutcliffe (* 8. Juni 1969 in Saskatoon) ist ein kanadischer Schauspieler. Seine bekannteste Rolle ist die des Christopher Hayden in der Serie Gilmore Girls

## Leben
Er studierte an der University of Toronto und spielte im dortigen Basketballteam, bis eine schwere Verletzung ihn zwang, mit dem Sport aufzuhören. Daraufhin entdeckte Sutcliffe eine neue Leidenschaft: die Schauspielerei. Nach seinem Studium, das er mit einem Abschluss in Englischer Literatur beendete, zog er in die USA und absolvierte Gastauftritte in populären Serien wie Friends, CSI: Den Tätern auf der Spur und CSI: Miami. Außerdem wirkte er in einer Reihe von Filmen wie Unter der Sonne der Toskana mit.
Sutcliffes bekannteste Rolle ist die des Christopher Hayden in der Erfolgsserie Gilmore Girls, die er von 2001 bis 2007 immer wieder in unregelmäßigen Abständen spielte. Er war von 2001 bis 2003 mit der Schauspielerin Julie McCullough verheiratet.
2013 spielte er die Hauptrolle des Aiden Blake in der Fernsehserie Cracked; die Serie wurde nach der zweiten Staffel eingestellt. 2019 gab er über sein Facebook-Profil an, seine Schauspielkarriere zu beenden. 

## Filmografie (Auswahl)

### Serien
- 1995: Nick Knight – Der Vampircop (Forever Knight, Folge 2x15)
- 1996: PSI Factor – Es geschieht jeden Tag (PSI Factor: Chronicles of the Paranormal, Folge 1x06)
- 1998: Ein Zwilling kommt selten allein (Two of a Kind, Folge 1x04)
- 1999: Will & Grace (Folge 1x17)
- 2000: Friends (Folge 7x05)
- 2001: Providence (Folge 3x16)
- 2001: CSI: Den Tätern auf der Spur (CSI: Crime Scene Investigation, Folge 2x03)
- 2001–2007: Gilmore Girls (37 Folgen)
- 2002: Mutant X (Folge 2x09)
- 2003: CSI: Miami (Folge 1x16)
- 2003–2004: I’m with Her (22 Folgen)
- 2007–2009: Private Practice (13 Folgen)
- 2010: Drop Dead Diva (Folge 2x03)
- 2011: Lie to Me (Folge 3x06)
- 2013: Cracked (21 Folgen)
- 2016: Mistresses (5 Folgen)
- 2016: Gilmore Girls: Ein neues Jahr (Gilmore Girls: A Year in the Life, Folge 1x04)

### Filme
- 1996: Twisters – Die Nacht der Wirbelstürme (Night of the Twisters)
- 2003: Unter der Sonne der Toskana (Under the Tuscan Sun)
- 2003: Testosterone
- 2005: Happy Endings
- 2005: Murder in the Hamptons
- 2005: Wedding Bells (Cake)
- 2009: Bevor ich 'Ja' sage (Before You Say 'I Do', Fernsehfilm)
- 2008: Inconceivable
- 2010: The Wish List (Fernsehfilm)
- 2010: Der Weihnachtsstreik (On Strike for Christmas, Fernsehfilm)
- 2010: Wright vs. Wrong (Fernsehfilm)
- 2011: Super Twister (Mega Cyclone, Fernsehfilm)
- 2013: Hunting Season
- 2015: Charming Christmas (Fernsehfilm)
- 2016: The Convenient Groom (Fernsehserie)
- 2016: Milton’s Secret
- 2016: Deadly Inferno (Fernsehfilm)
- 2017: A Man for every Month (Fernsehfilm)